# Ràdio Puçol
Ràdio Puçol és una emissora de ràdio que començà a emetre el març de 2014 a Internet penjant els seus pòdcasts a la plataforma Ivoox. El seu lema és «Entre tots, fem ràdio».
La seua concepció es gesta entre novembre de 2013 i febrer de 2014 en el si d'un grup de jóvens del municipi amb el propòsit d'horitzontalitat, pluralisme i participació, vista la carència de mitjans de comunicació de proximitat després del tancament de l'Emissora Municipal de Televisió (EMTV Puçol) i de Ràdio Televisió Valenciana (RTVV). Agafà el relleu, en la història de la ràdio al municipi, de la ràdio parroquial Radio Puzol, creada entre els anys 1960 i 1970, i la relacionada amb Vicente Luis Bartual en les darreres dècades del segle xx. El lema en les seves primeres emissions fou «La veu de tots els puçolencs i puçolenques». Ha fet acords i col·laboracions amb diferents associacions i entitats ja siga en forma de programa o realitzant activitats conjuntes. El desembre de 2017 fruit d'un procés participatiu es van incorporar nous membres, s'ha renovat l'estructura, la imatge corporativa i s'han redefinit els objectius.